# Петерс, Якоб Балтазар
Якоб Балтазар Петерс, Якоб Питерс или Якобус Питерс (нидерл. Jacob Balthasar Peeters, Jacob Peeters, Jacobus Peeters; 1660/ 1661 — после 1721) — фламандский живописец, мастер архитектурных картин, изображающих воображаемые дворцы эпохи Возрождения и барокко, населённые элегантными фигурами в экзотической одежде и головных уборах, подобно театральным сценам. Петерс также изображал конкретные интерьеры существующих церквей.

## Биография
О жизни и творчестве Якоба Балтазара Петерса известно мало. Он был сыном Даниеля Петерса (? —1666) и Мартины Ваутерс. Некоторая путаница в фактах его биографии вызвана тем, что имена «Якоб» и «Якобус Петерс» были довольно распространены в то время, и, похоже, был по крайней мере ещё один художник Якобус Петерс, работавший в Антверпене. Якоб Балтазар Петерс, вероятно, родился в Антверпене (точная дата рождения неизвестна), поскольку его отец Даниель был мастером антверпенской Гильдии Святого Луки.
Якобус Петерс в 1672—1672 годах также был зарегистрирован в антверпенской Гильдии Святого Луки как ученик художника Петера ван де Велде. Якобус Петерс также упоминается как ученик гильдии 1675—1676 годов. Неясно, с каким из этих учеников следует отождествлять Якоба Балтазара Петерса, но более вероятно, что он был последним. 28 мая 1683 года его мать и живописец-маринист и пейзажист Хендрик ван Миндерхаут заключили годовой контракт, согласно которому ван Миндерхаут должен был научить Якоба рисовать и писать. В контракте далее оговаривалось, что «Он будет учиться в течение года: летом с 7 утра до 18 вечера, зимой с 8 утра до наступления темноты. Вне рабочего времени ему разрешается рисовать по произведениям своего мастера, а также по воскресеньям и праздникам, для собственной выгоды. Стоимость обучения — 100 гульденов, возможный второй семестр стоит 15 фламандских фунтов».
В 1688—1689 годах Петерс стал членом Гильдии Святого Луки как «винмейстер» (wijnmeester), то есть как сын мастера. В 1695 году избран деканом Гильдии. Его, вероятно, можно отождествить с консшильдером (художником) Якобусом Петерсом, который вместе со своей женой Барбарой Кристиной Виттен 7 июня 1699 года составил завещание, когда жил в Кипдорпе недалеко от церкви Св. Иакова. Если это так, то в семье был по крайней мере один сын Хенрикус Иосиф Флавий, который был монахом-августинцем в Антверпене.
Среди учеников Якоба Балтазара Петерса были Ян-Батист ван Иссхот, Ян Батист ван дер Стратен, Ян Карел Вирпейл, Ромбо Бакс и Николас Гиллис.
Дата и место смерти художника не известны. Две картины, изображающие интерьеры церкви иезуитов в Антверпене, подписанные и датированные 1721 годом, свидетельствуют о том, что художник в тот год был ещё жив.

## Творчество
Якоб Балтазар Петерс был мастером изображения воображаемых дворцов эпохи Возрождения и барокко, а также существующих церквей. Он размещал в этих воображаемых или существующих интерьерах и в уличной обстановке элегантные фигуры, обычно одетые в экзотические шляпы и костюмы, вместе со своими любопытными дамами, пажами и бегающими вокруг собаками.
Как это было принято в художественной практике Антверпена того времени, Петерс сотрудничал с другими художниками. Многие картины представляют собой совместную работу Петерса и Хендрика ван Миндерхаута. Последний был голландским художником, работавшим в Антверпене, который часто писал фигуры в картинах местных пейзажистов и художников-перспективистов, включая Вильгельма Шуберта ван Эренберга.
На одной из таких картин представлен идеализированный вид дворца с арочными лоджиями, поддержанными колоннами, а на другой — дворцовый фасад с портиком и балюстрадой наверху. Каждая картина продолжается изображением идеализированного паркового пейзажа с большим прудом, по которому плавают лебеди и прогулочные лодки. Фоном является голубое небо с ярко освещёнными бело-серыми облаками.
Фигуры, как правило, изображены в театральных, сценических позах, некоторые ведут беседу. У дам высокие прически, мужчины носят тюрбаны или шлемы с перьями. Чернокожий слуга несёт шлейф одного из дамских платьев. Стражник с копьем возлежит у фасада одного из дворцов. Среди фигур бегают собаки.
Якоб Бальтазар Петерс написал ряд церковных интерьеров, в том числе иезуитских церквей Брюгге и Антверпена. Эта тема была популярна в Нидерландах на протяжении XVII века.
Работы Петерса демонстрируют большое сходство с произведениями других фламандских художников того времени, изображавших архитектуру, таких как Якобус Фердинандус Сай и ученик Петерса Ян Батист ван дер Стратен. Сходство таково, что работы этих живописцев зачастую нелегко отличить друг от друга. Картина, изображающая двор дома Рубенса в Антверпене (Музей графства Бакингемшир, Эйлсбери), возможно, была написана Якобом Балтазаром Петерсом или Антоном Гюнтером Герингом, ещё одним художником-перспективистом, работавшим в Антверпене.

## Галерея

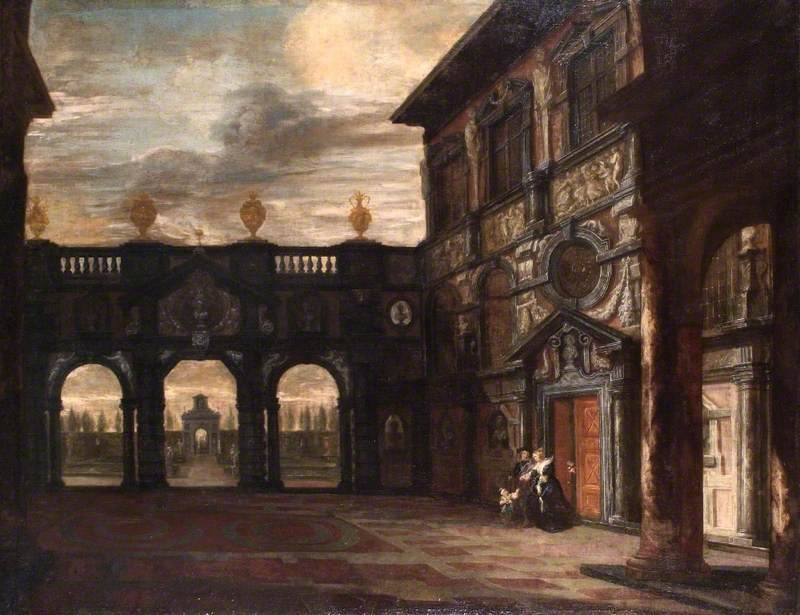
А. Г. Геринг или Я. Б. Петерс. Вид на двор дома Рубенса в Антверпене. Между 1645 и 1675. Холст, масло. Музей графства Бакингемшир, Эйлсбери, Великобритания
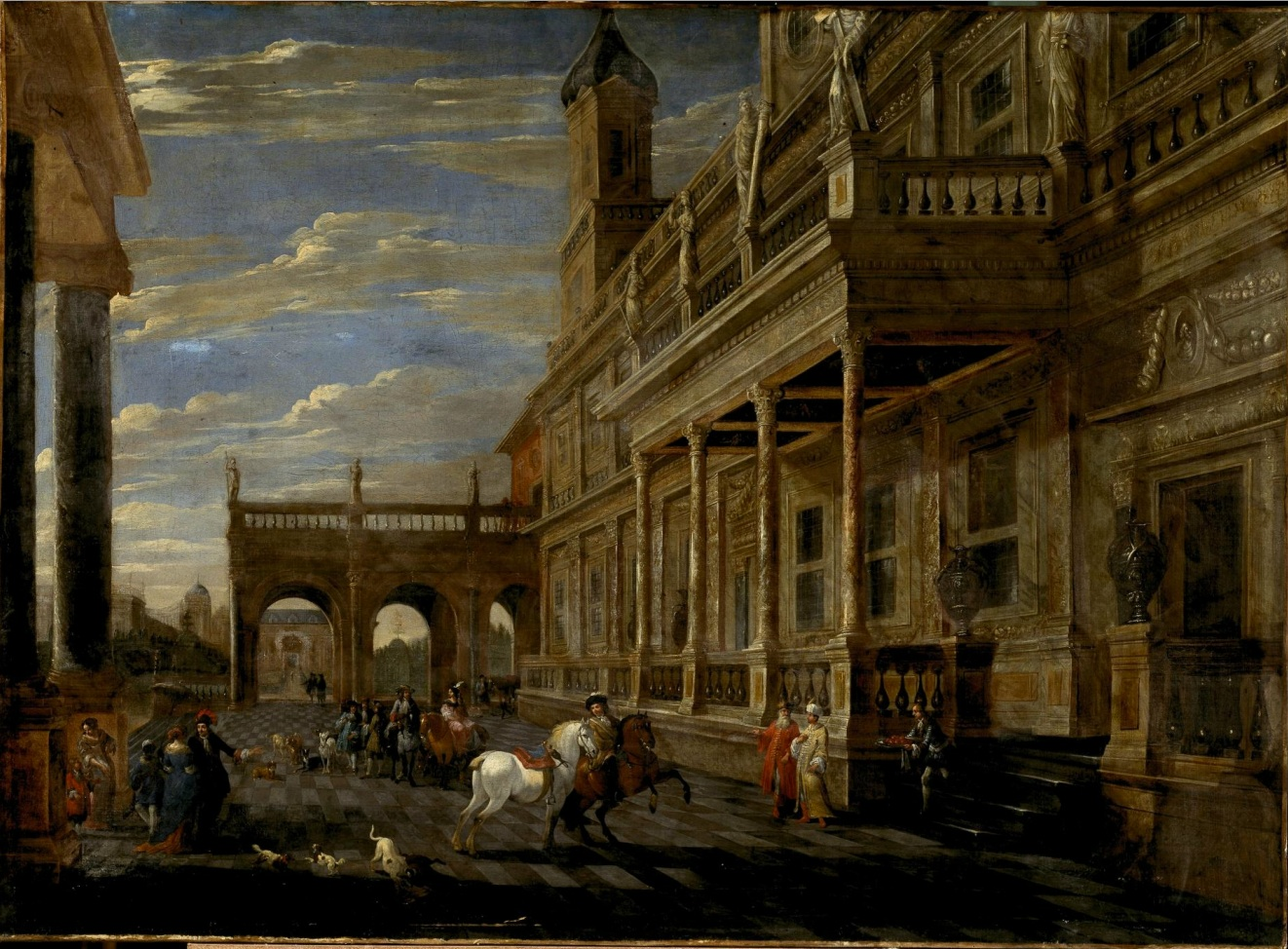
Сбор перед соколиной охотой. Между 1673 и 1726. Холст, масло. Музей изящных искусств, Гент
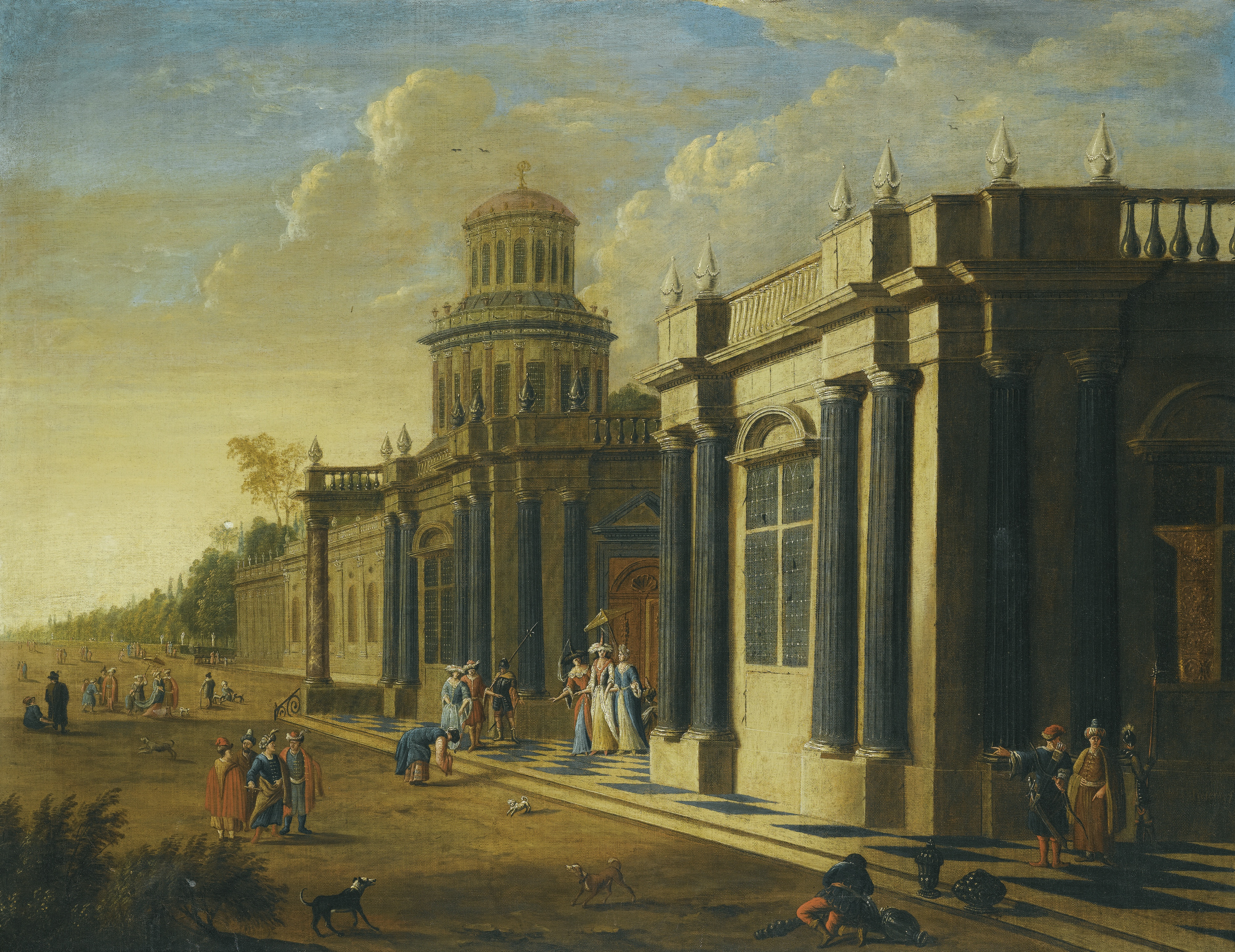
Элегантные фигуры в восточных костюмах перед дворцом. Между 1673 и 1726. Холст, масло. Частное собрание
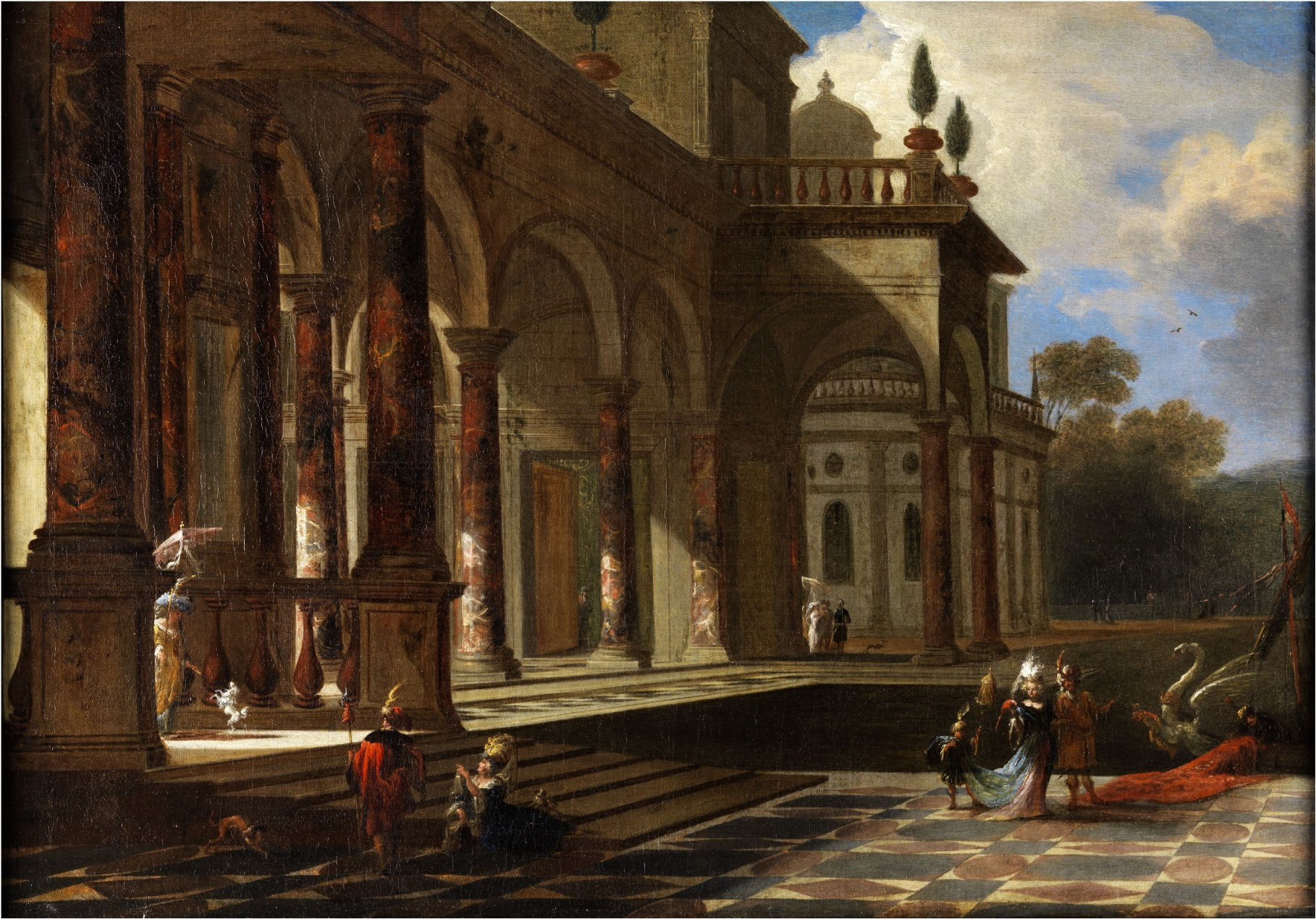
Фантастическая изысканная архитектура с персоналом 1. Между 1673 и 1726. Холст, масло. Частное собрание
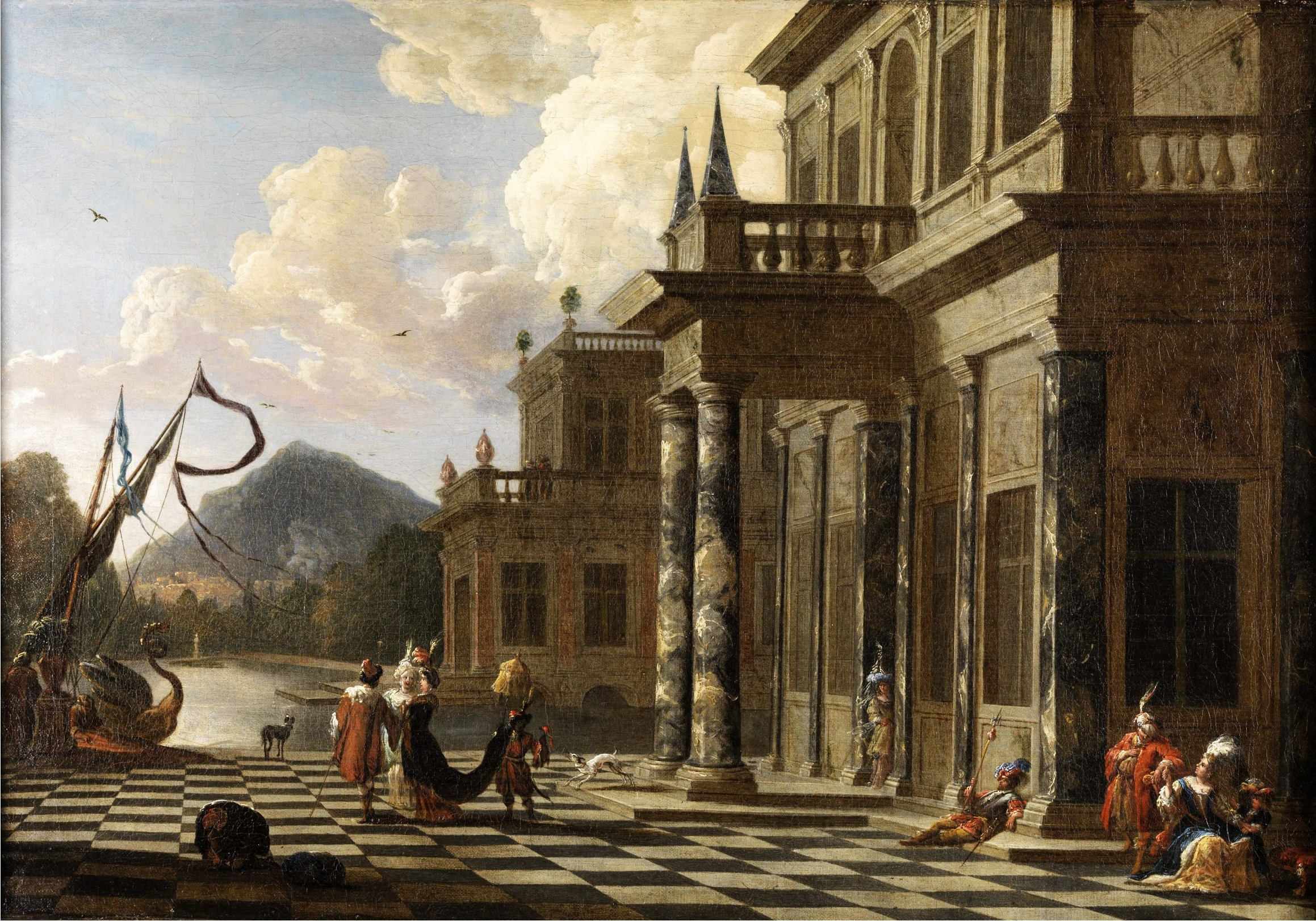
Фантастическая изысканная архитектура с персоналом 2. Между 1673 и 1726. Холст, масло. Частное собрание
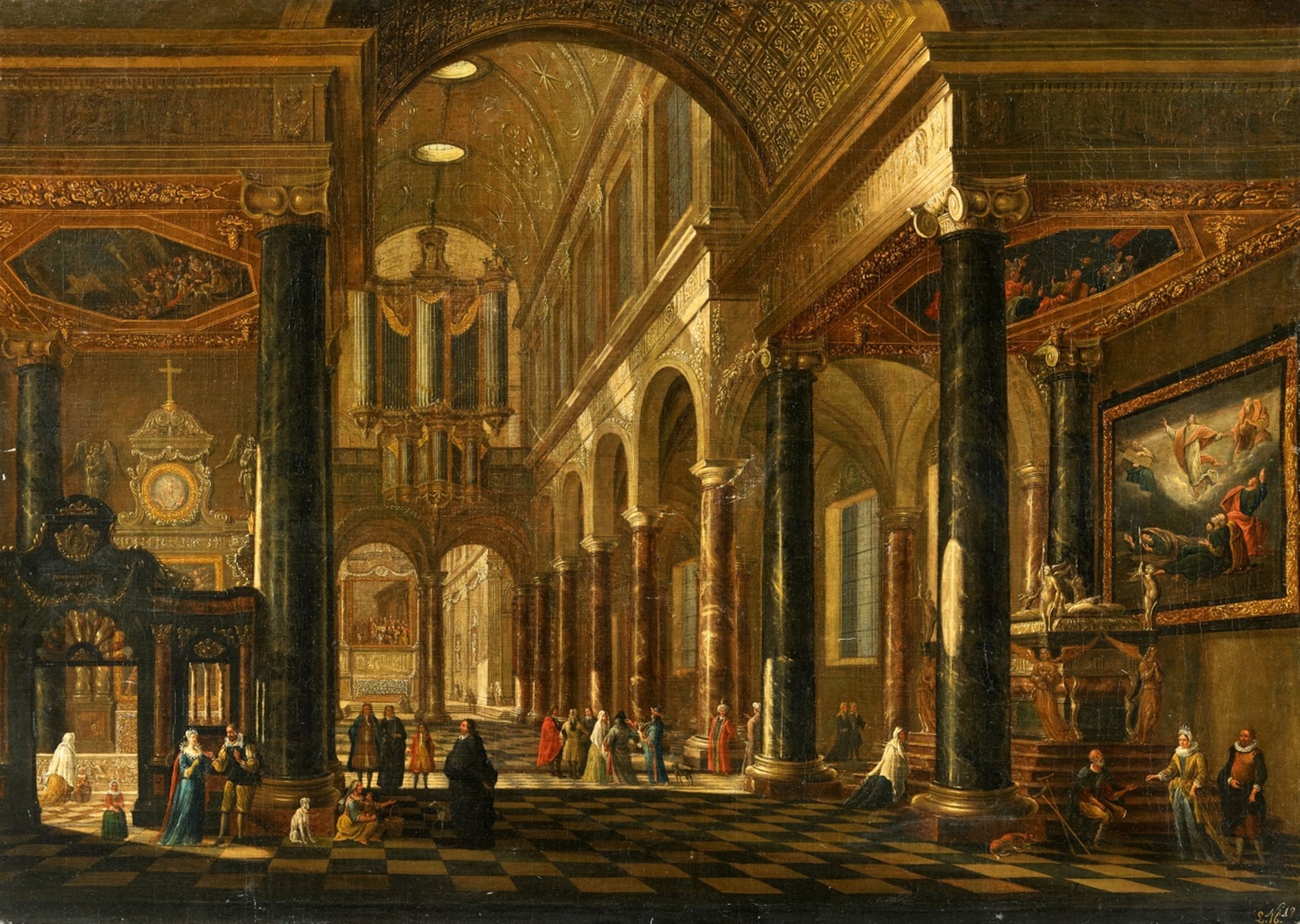
Интерьер церкви Иезуитов в Антверпене 1. Ок. 1721. Холст, масло. Частное собрание
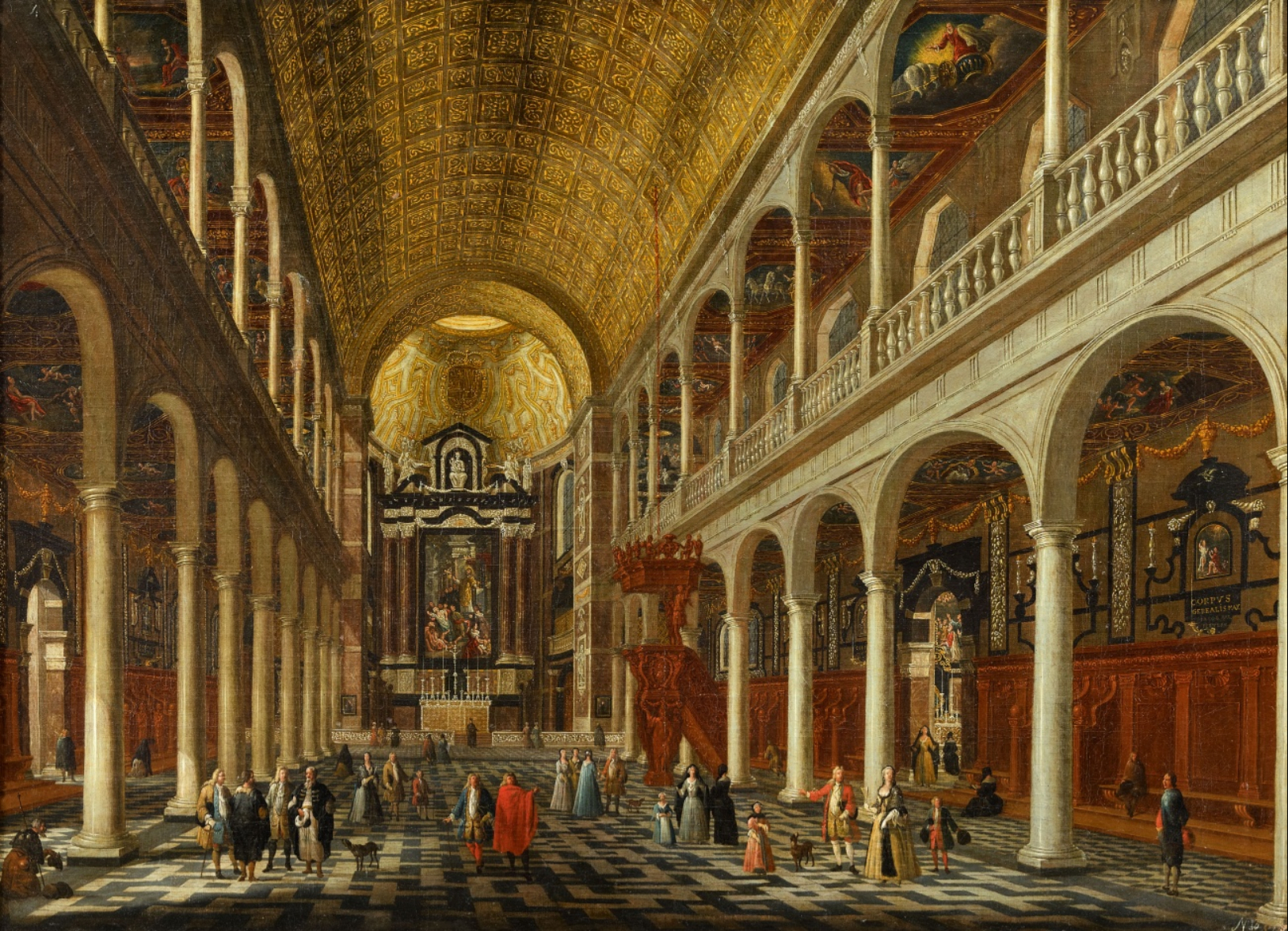
Интерьер церкви Иезуитов в Антверпене 1. Ок. 1721. Холст, масло. Частное собрание